# Presidente Médici (Maranhão)
Presidente Médici is een gemeente in de Braziliaanse deelstaat Maranhão. De gemeente telt 6.363 inwoners (schatting 2009).